# Акимов, Андрей Игоревич
Андре́й И́горевич Аки́мов (род. 22 сентября 1953, Ленинград) — советский и российский банкир, председатель правления «Газпромбанка».

## Биография
Родился 22 сентября 1953 года в Ленинграде.
В 1975 году окончил факультет международных экономических отношений Московского финансового института по специальности «международная экономика, финансы и банковская деятельность».

## Карьера
В 1974—1987 годы работал на руководящих должностях во Внешторгбанке СССР, в 1985 по 1987 год — заместитель генерального директора отделения Внешторгбанка в Цюрихе (Швейцария). С 1987 по 1990 год — генеральный директор совзагранбанка Donaubank в Вене. С января 1991 по ноябрь 2002 года — управляющий директор австрийской финансовой компании IMAG, специализировавшейся на закупке российской нефти. В 1991—2002 годах — штатный советник председателя правления Внешторгбанка.
21 ноября 2002 года решением собрания акционеров утверждён на должность председателя правления «Газпромбанка» (сменил Юрия Львова). С 2003 года также заместитель председателя совета директоров «Газпромбанка» (председатель — Алексей Миллер). С июня 2003 года — член совета директоров «Согаза». С июля 2004 года — член координационного совета RosUkrEnergo (совместного предприятия «Газпромбанка» и инвестиционного подразделения австрийской группы Raiffeisen, созданного для поставок туркменского газа на Украину). В июне 2006 избран в новый состав совета директоров «Сибура», в августе того же года вошел в состав совета директоров компании «Новатэк». Член совета директоров футбольного клуба «Зенит» с середины 2000-х годов.
Среди крупных сделок под руководством Акимова — передача в 2005 году «Газпром-медиа» от «Газпрома» в «Газпромбанк» в обмен на 100 % акций «Газоэнергетической компании» (ГЭК). В том же году готовилась продажа 30 % акций «Газпромбанка» немецкому Dresdner Bank за 800 миллионов долларов США, но сделка была расторгнута.
Владеет английским и немецким языками.

## Санкции
6 апреля 2018 года включён в санкционный «Кремлёвский список» США в числе 17 чиновников и 7 бизнесменов из России, приближённых к российскому президенту Путину.
15 марта 2019 года Канада ввела санкции против Акимова из-за «агрессивных действий» России в Чёрном море и Керченском проливе, а также из-за аннексии Крыма.
8 мая 2022 года попал под расширенные санкции США из-за вторжения России на Украину. Также находится под санкциями Великобритании, Австралии, Украины и Новой Зеландии.